# Antonino La Gumina
Antonino La Gumina (ur. 6 marca 1996 w Palermo) – włoski piłkarz występujący na pozycji napastnika we włoskim klubie Como. Wychowanek Palermo, w trakcie swojej kariery grał także w takich zespołach, jak Ternana, Empoli oraz Sampdoria. Młodzieżowy reprezentant Włoch.